# Bernadette Anong
Pour les articles homonymes, voir Anong.
Bernadette Anong est une footballeuse et entraîneuse de football camerounaise née le 11 juillet 1977 à Yaoundé.

## Biographie
Elle effectue une grande partie de sa carrière au Nigéria où elle a joué dans pas moins de sept clubs dont le Canon de Yaoundé, Laurema, le Zurich de Yaoundé et le NUFI de Yaoundé.
Capitaine de l'équipe du Cameroun féminine de football depuis 2000, elle est troisième du Championnat d'Afrique 2002, médaillée de bronze des Jeux africains de 2003 et finaliste du Championnat d'Afrique 2004.
Après avoir entraîné plusieurs autres clubs féminins, elle prend en octobre 2021 la tête de l'encadrement des Louves Minproff qui terminera à la quatrième place du championnat national. Elle remporte avec les Louves la Coupe du Cameroun en 2023 ; elle est démise de ses fonctions la même année en raison de mauvais résultats en championnat.
Elle est par ailleurs nommée entraîneur adjointe de l'équipe du Cameroun féminine de football en juin 2021.